# Zlatohlávek zlatý
Zlatohlávek zlatý (Cetonia aurata) je brouk z čeledi vrubounovitých, v Česku je nejhojnějším druhem zlatohlávka. Barevně je velmi proměnlivý, krovky mívá kovově zelené, zlatozelené, fialové, načervenalé nebo bronzové.

## Popis
Dospělý zlatohlávek měří 14–20 mm. Má kovové zbarvení, které vzniká odrazem levotočivého kruhově polarizovaného světla od krovek brouka. Při pohledu přes kruhově polarizační filtr, který propouští jen pravotočivě polarizované světlo, se bude brouk jevit jako černý. Zlatohlávek má štítek (scutellum) nápadně trojúhelníkovitého tvaru a na krovkách několik nepravidelných příčných proužků a skvrn bílé barvy. Spodní strana brouka je měděně zbarvená. Stejně jako ostatní zlatohlávci i zlatohlávek zlatý létá se zavřenými krovkami. Spodní blanitá křídla vysouvá podélnou štěrbinou v krovkách. Brouk se v případě nebezpečí někdy zahrabe do země. 
Larva zlatohlávka má tvar písmene C, má velmi malou hlavu i končetiny a podobá se ponravě chrousta.

## Biologie
Larvy zlatohlávka zlatého žijí v trouchnivějícím dřevě, v pařezech, v tlejícím listí, na hnojištích či v kompostech, kde se krmí organickým materiálem a kde též přezimují. Kuklí se v červnu nebo v červenci. Dospělí brouci vylétávají na konci jara, páří se, samičky nakladou vajíčka do hnijícího organického materiálu a hynou.

## Galerie

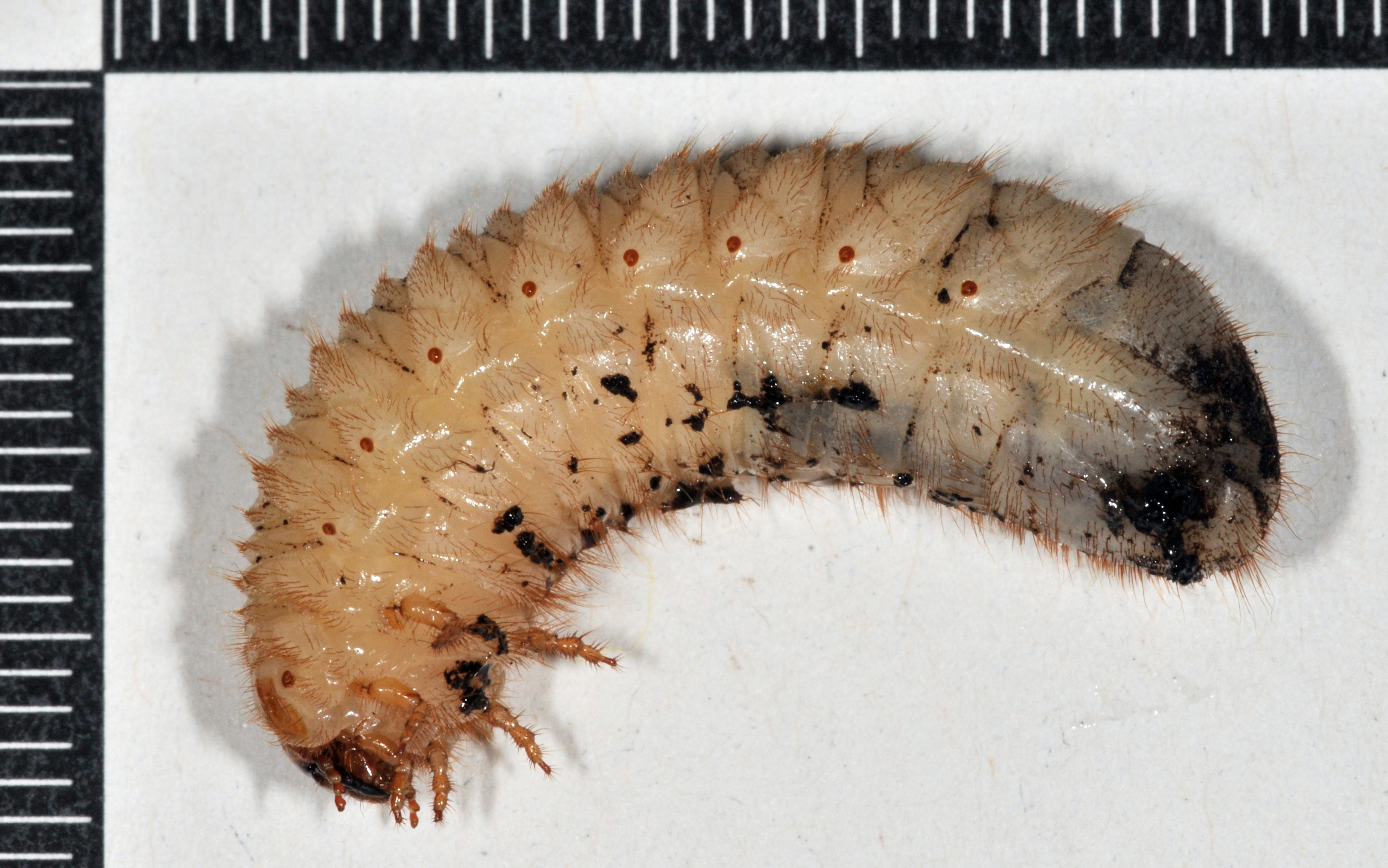
Larva zlatohlávka zlatého
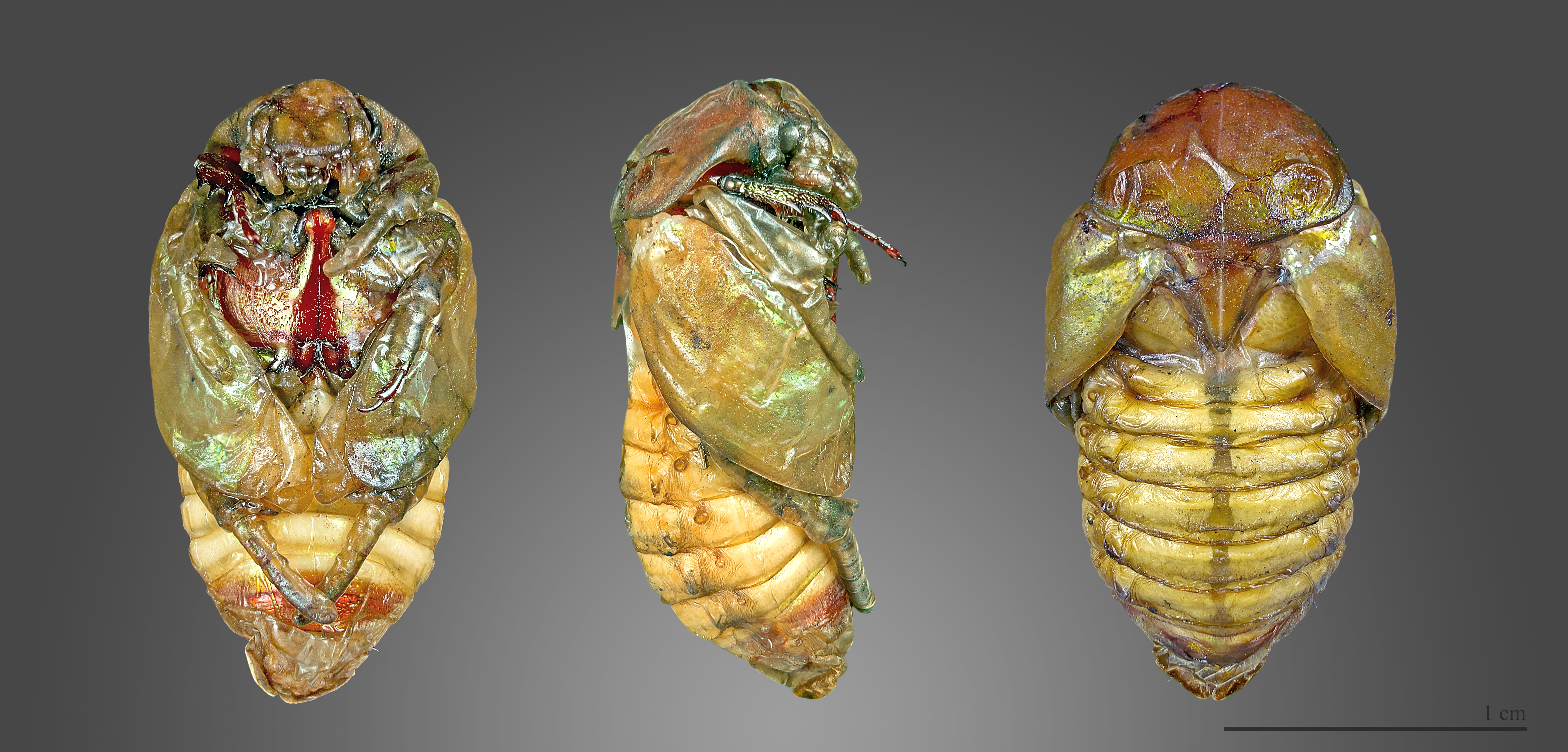
Kukla
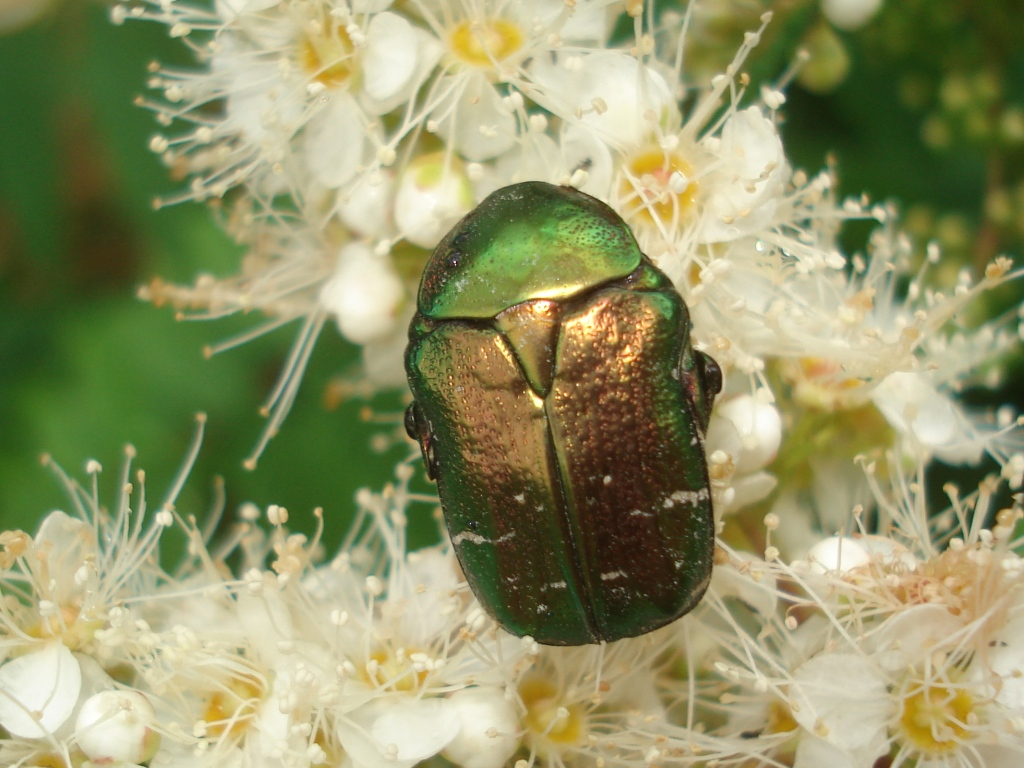
Zlatohlávek zlatý – měděně zbarvené krovky
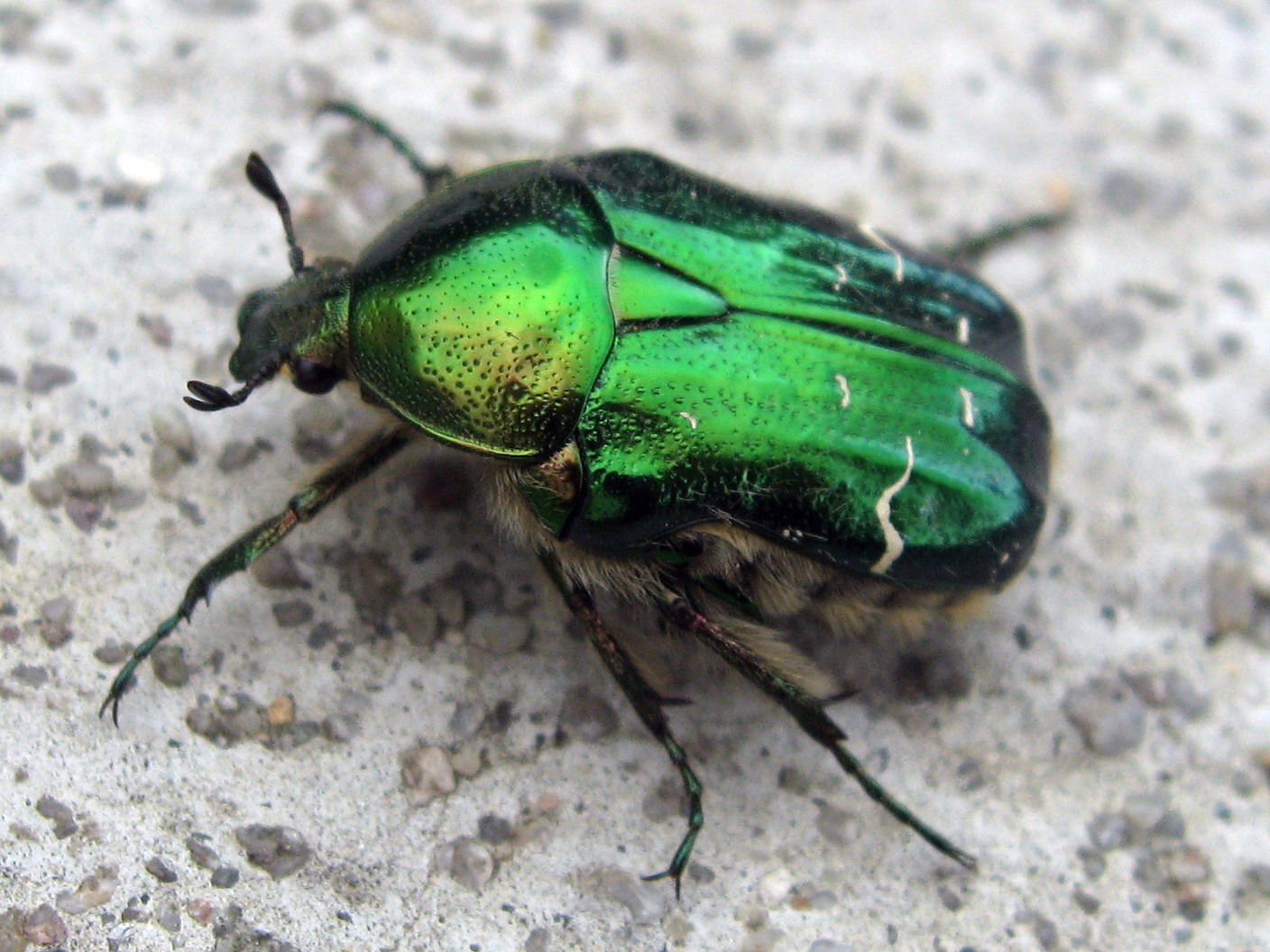
Zlatohlávek zlatý – kovově zelené zbarvení
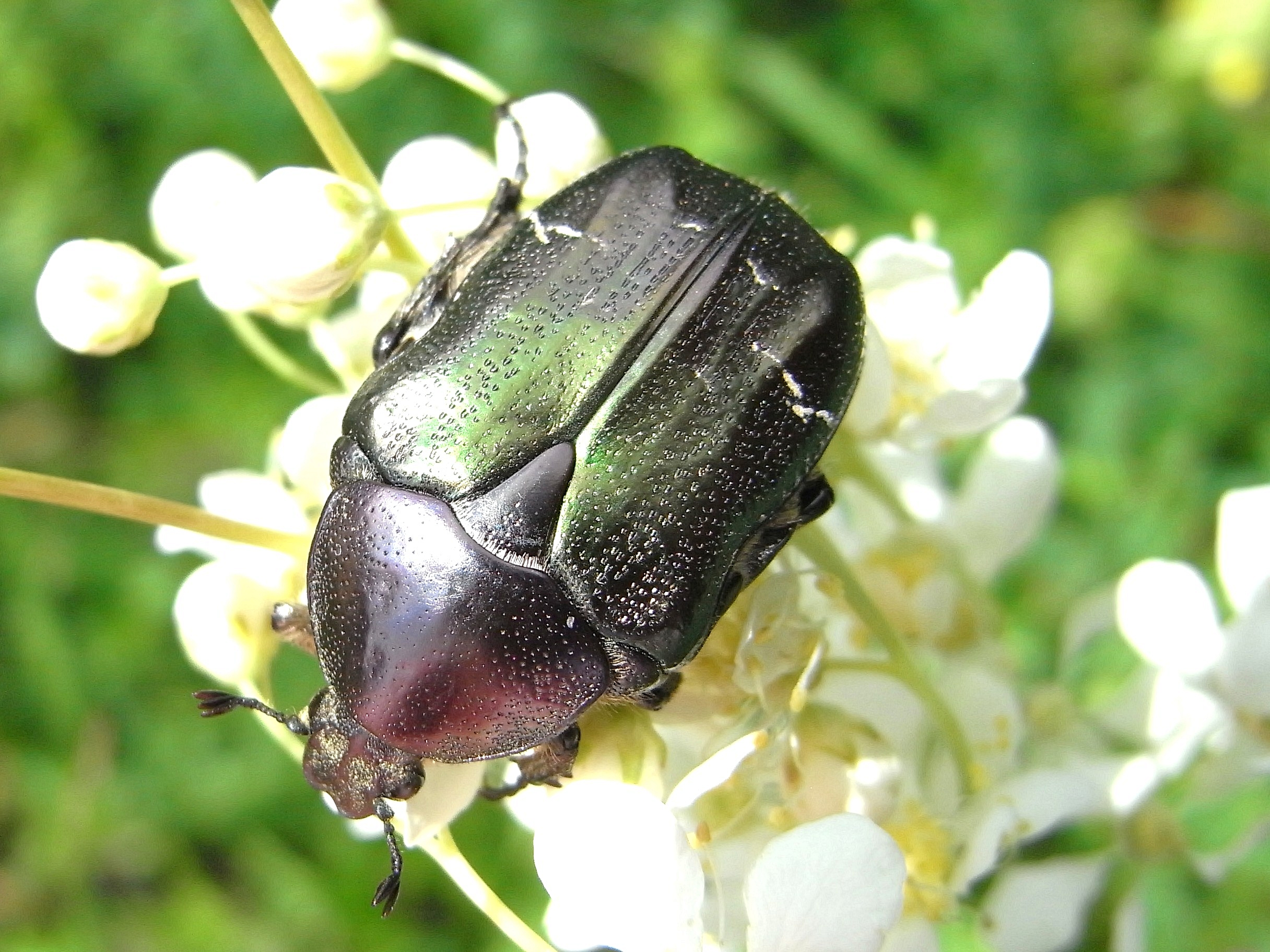
Zlatohlávek zlatý – tmavá forma
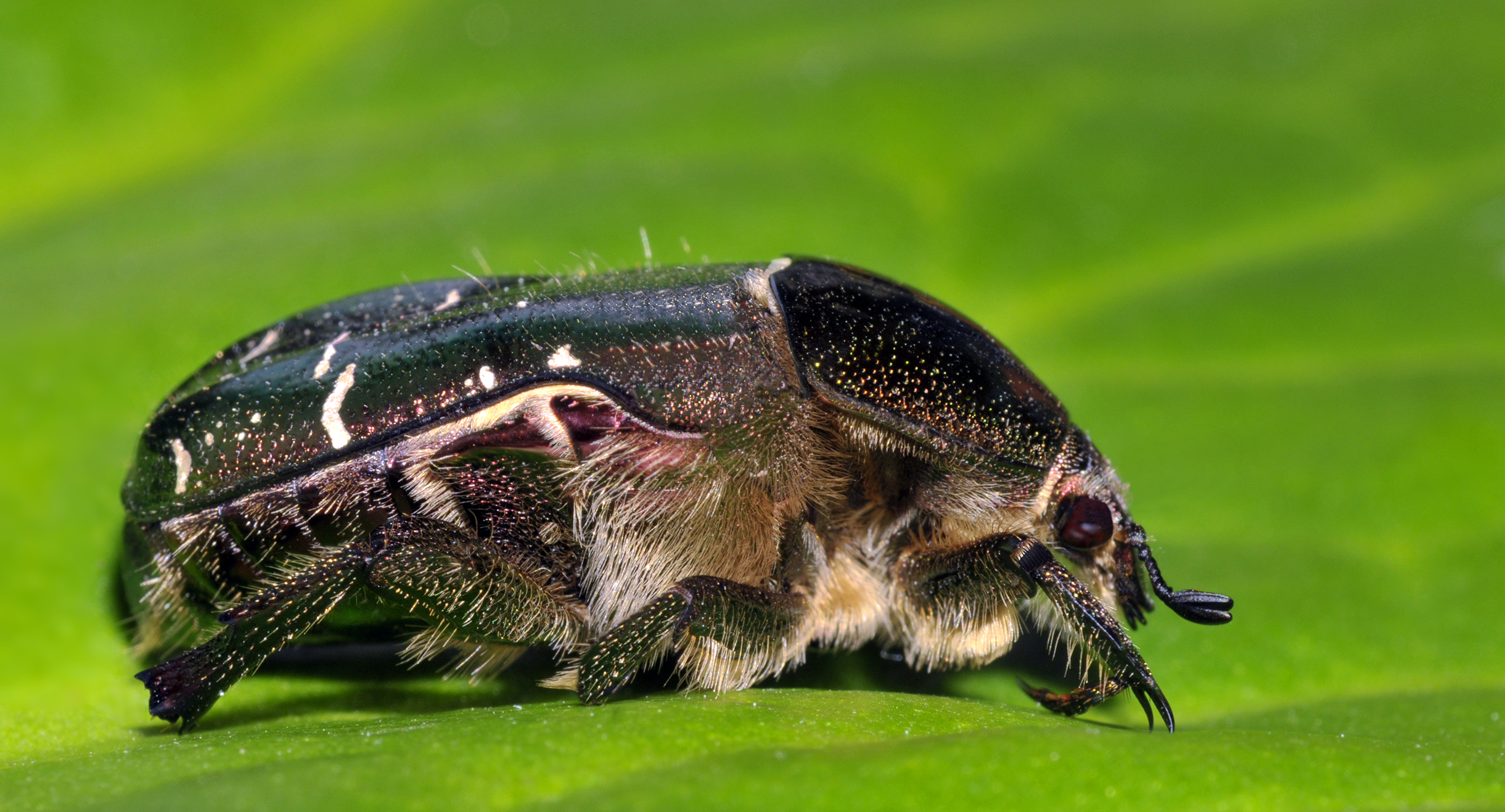
Pohled z boku
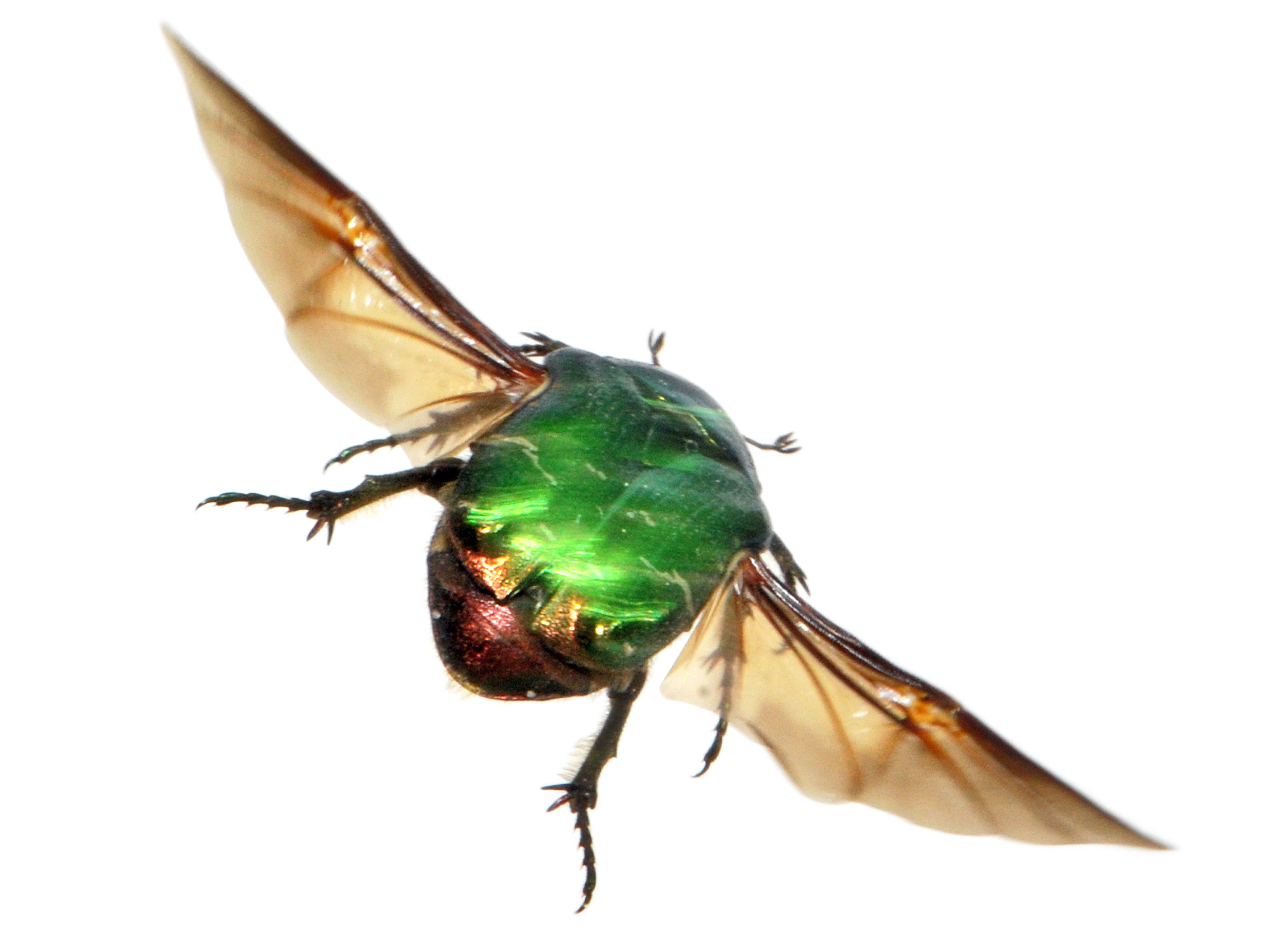
Letící zlatohlávek zlatý
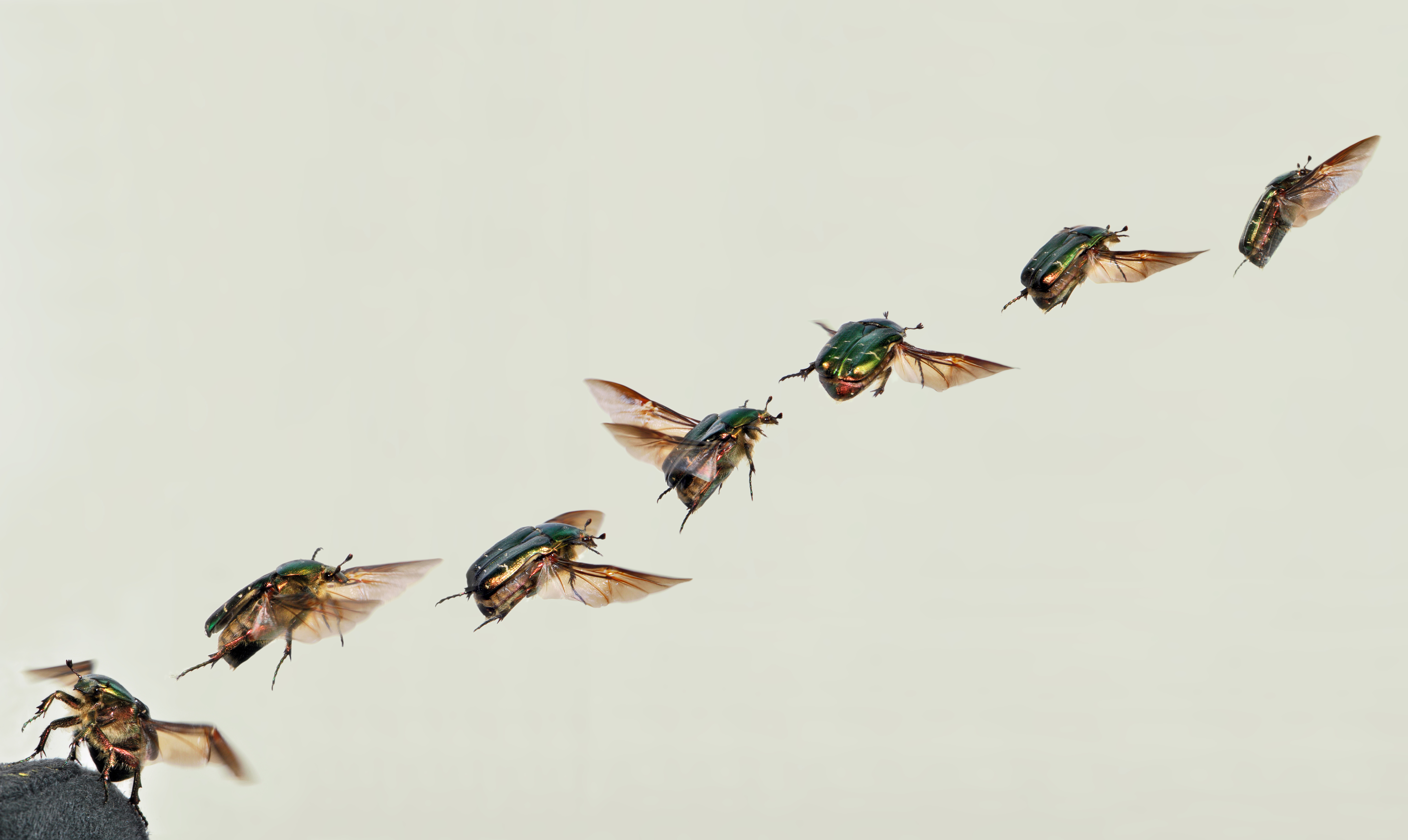
Schéma letu zlatohlávka zlatého
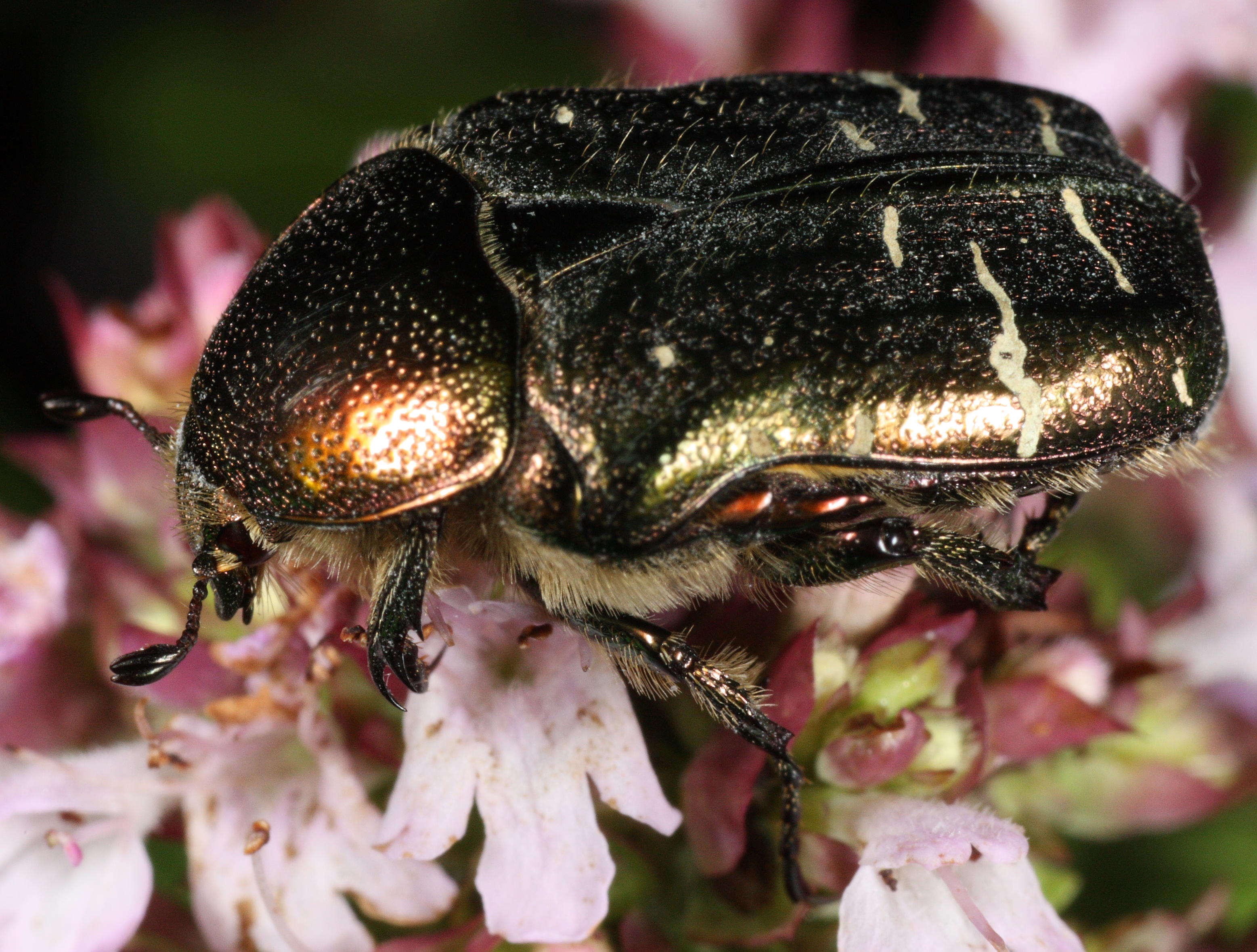